# Loxosceles zapoteca
Espèce
Loxosceles zapoteca est une espèce d'araignées aranéomorphes de la famille des Sicariidae.

## Distribution
Cette espèce est endémique du Mexique. Elle se rencontre au Puebla et au Guerrero.

## Description
Le mâle holotype mesure 7,7 mm et la femelle 10 mm.

## Publication originale
- Gertsch, 1958 : The spider genus Loxosceles in North America, Central America, and the West Indies. American Museum novitates, no 1907, p. 1-46 (texte intégral).